# TV Südostschweiz
TV Südostschweiz, ist ein Schweizer Regionalfernsehsender mit Sitz in Chur. Der Sender gehört zur Somedia des Bünder Verlegers Hanspeter Lebrument. Das service Public Programm bekommt Gebührengelder. 

## Programm
Von Montag bis Freitag wird eine Magazinsendung ausgestrahlt. Produziert wird diese Sendungen von Videojournalisten im Medienhaus in Chur und im Medienhaus Glarus.
Das Programm wird täglich ab 18 Uhr aktualisiert und über den Tag mehrmals wiederholt.
Zwei Mal täglich wird ins Radiostudio von Radio Grischa geschaltet. 
Am Samstag werden in Rondo Reprise und Rondo Reprise-Sport die wichtigsten Nachrichten der Woche wiederholt.
Am Sonntag gibt es meistens eine Sendung von der Zeitung Graubündner Tagblatt sowie eine Talksendung auf Rätoromanisch ausgestrahlt. 

## Rondo
Das Magazin Rondo wird um 18 Uhr ausgestrahlt. 
Es werden dabei News, Sport und das Wetter von Montag bis Freitag ausgestrahlt. 

## Sendegebiet
Das Sendegebiet umfasst den gesamten Kanton Graubünden, den Glarus und die Kreise Sarganserland und Werdenberg im Kanton St. Gallen.